# Edward David Burt
Edward David Burt (Bermuda, 23 novembre 1978) è un politico britannico originario delle Bermuda, Premier delle Bermuda e leader del Partito Laburista Progressista (PLP). È il più giovane nella storia del paese avendo assunto l'incarico a 38 anni.

## Biografia
Sua madre, Merlino, è giamaicana, mentre suo padre, Gerald, è bermudiano.
Burt ha frequentato la George Washington University di Washington, D.C., doppia specializzazione in finanza e sistemi informativi e conseguendo un master in sviluppo di sistemi informativi.  Durante il suo periodo alla GW, è stato presidente della George Washington University Student Association.

## Vita privata
È sposato con Kristin e ha due figli, Nia ed Edward.